# هالووین ۲ (فیلم ۱۹۸۱)
هالووین ۲ (انگلیسی: Halloween II) فیلمی در ژانر ترسناک و اسلشر به کارگردانی ریک رزنتال و جان کارپنتر است که در سال ۱۹۸۱ منتشر شد.این فیلم یک بار در سال ۲۰۰۹ با نام فیلم هالووین ۲ (فیلم ۲۰۰۹) بازسازی شد.

## داستان
در ۳۱ اکتبر ۱۹۷۸، مایکل مایرز تیر خورده و از بالکن سقوط می‌کند. مایکل با نگه داشتن پناهگاه برای بهبودی از آسیب‌های خود، یک چاقوی آشپزخانه را از خانه یک زوج مسن سرقت می‌کند و یک دختر نوجوان را که در کنار خانه زندگی می‌کند، می‌کشد. لوری استرود، که به سختی از کشته شدن مایکل در اوایل شب دوری کرد، به بیمارستان یادبود هادونفیلد منتقل می‌شود، در حالی که روانپزشک مایکل، دکتر سام لوومیس، پیگیری‌های بیمار خود را ادامه می‌دهد. همراه با کلانتر لی لی براکت، لوومیس نوجوان بن ترامر را به اشتباه مایکل خطا می‌کند، وقتی بن با یک ماشین اسکاد برخورد می‌کند که او را به وسیله نقلیه دیگری که درون شعله‌های آتش فرومی‌رود، کشته می‌کند. پس از یادگیری دخترش آنی توسط مایکل کشته شد، کلانتر براکت وظیفه خود را برای آگاهی از همسرش بر عهده دارد، معاون گری هانت را برای کمک به لوومیس متهم کرد.
در بیمارستان، جیمی پیرپزشکی جذب لوری می‌شود. مایکل پس از شنیدن خبرهای پخش، مکان لوری را کشف می‌کند و راهی بیمارستان می‌شود. به محض ورود، او خطوط تلفن را بریده و ماشین‌ها را غیرفعال می‌کند. او در جستجوی لوری سرگردانی می‌کند و نگهبانان امنیتی، پزشکان و پرستارانی را که در راه او هستند به قتل می‌رسانند. جیمی و پرستارجیل فرانکو بیمارستان را برای لوری جستجو می‌کند، که در تلاش برای فرار از مایکل است. جیمی جسد پرستار سر ویرجینیا آلوس را پیدا می‌کند و…

## بازیگران
- جیمی لی کرتیس
- دونالد پلیسنس
- لنس گست
- دیک وارلاک
- لئو روسی
- دانا کاروی
- بیلی وارلاک
- نانسی کیز
- جاناتان پرینس
- آنتونی مورن
- جف دانیل فیلیپس
- آن-ماری مارتین